# Plagiogyria pectinata
Plagiogyria pectinata là một loài dương xỉ trong họ Plagiogyriaceae. Loài này được Liebm. Lellinger mô tả khoa học đầu tiên năm 1971.